# Gregorius Simpernel

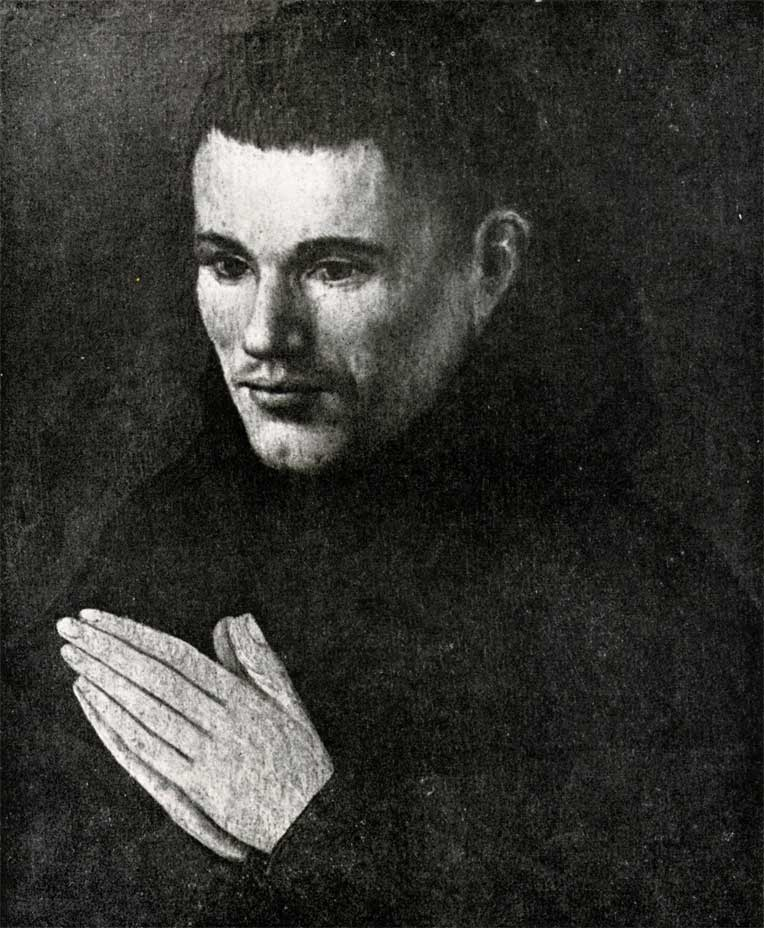
Gregorius Simpernel (†1649) stichter van de minderbroederstatie te Gouda

Gregorius Simpernel (- overleden Gouda, 26 februari 1649) was een franciscaner pater en stichter van de minderbroederstatie te Gouda.

## Leven en werk
Simpernel vestigde zich in 1633 in Gouda. Hij was naar Gouda gestuurd in opdracht van de provinciaal van zijn orde, de minderbroeders. Aanvankelijk trad hij op als assistent van pastoor Petrus Purmerent van de statie Johannes Baptist aan de Gouwe te Gouda, die net daarvoor zijn kapelaan Willem de Swaen was kwijtgeraakt, die een eigen statie oprichtte. Simpernel mocht wel preken en de biecht afnemen, maar niet de mis opdragen, dopen, de heilige sacramenten toedienen en huwelijken sluiten. Ondanks een dreigement met excommunicatie ging Simpernel zijn eigen weg. Hij beriep zich daarbij op de opdracht vanuit zijn orde. In 1636 verleende hij hulp aan de pestlijders in Gouda en verwierf daarmee veel steun onder de bevolking. In 1638 verkreeg hij alle bevoegdheden om in Gouda als geestelijke te mogen werken. Daarmee werd het startsein gegeven voor de vestiging van de minderbroederstatie in Gouda. Hij preekte aanvankelijk in een huis aan de Groenendaal, later in een huis aan de Gouwe, drie huizen ten zuiden van de Aaltje Baksteeg en ten slotte in een huis "Het Kromhout" op de plek van de huidige Gouwekerk. Pas lang na het overlijden van Simpernel zou er op deze plaats een kerkgebouw neergezet worden. De inspanningen van Simpernel hadden tot resultaat dat er in het jaar van zijn overlijden zo'n 600 communicanten waren.

## Portretten

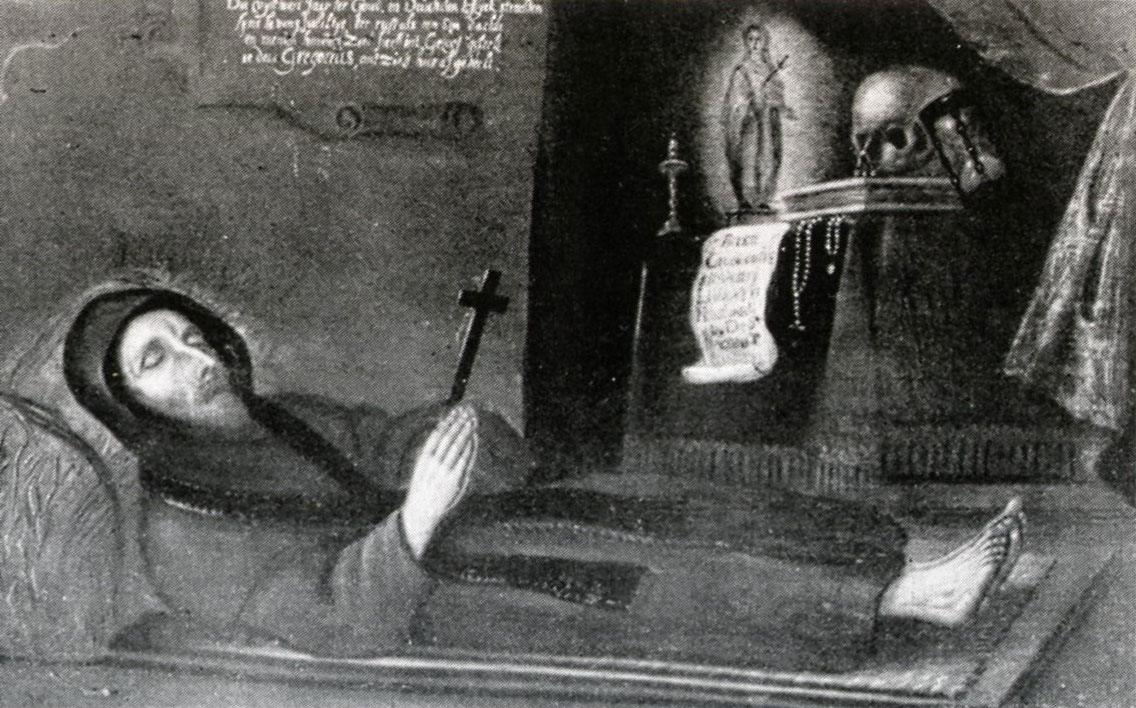
De overleden pater Simpernel afgebeeld door Jan Duif in 1649

De Goudse kunstschilder Jan Ariens Duif vervaardigde twee portretten van Simpernel. Op het tweede portret werd hij door Duif geschilderd toen hij net was overleden. Duif werd hiervoor, aldus de stadshistoricus Ignatius Walvis rijkelijk beloond, vanwege de vele kopieën, die hij hiervan schilderde. Op het schilderij staan de volgende teksten:
Die vijfthien jaer ter Goud in deuchden loflijck straelden
sijns levens jubeltyt ter rust als een son daelde
en menich hondert ziel heeft in 't geloof geteelt
is dees Gregorius ontzielt hier afgebeelt.
en
Pater Gregorius Simpernelius XXVI Februarii in DEo Obiit